# Тоні Тоні Чоппер
Тоні Тоні Чоппер (яп. トニートニー・チョッパー, Tonī Tonī Choppā), також відомий як «Любитель солодкої вати» — вигаданий персонаж манґи One Piece, створеної Еїтіро Одою. Він є шостим членом і лікарем команди Піратів Солом'яного капелюха. Чоппер часто з'являється на офіційних сувенірах і товарах, слугуючи маскотом серіалу.
Сила його диявольського фрукту Людина-Людина (яп. ヒトヒトの実, Hito Hito no Mi) типу Зоан надає йому здатність перетворюватися на повнорозмірного північного оленя або гібрида північного оленя та людини. Препарат, який він називає «Рамбл Болл» (яп. ランブル・ボール, Ranburu Bōru)  дозволяє йому виконувати ще більше трансформацій протягом короткого часу.
Відкинутий стадом через синій ніс і з'їдений диявольський плід, Чоппера рятує шарлатан з острова Драм — доктор Хірурук. Розробляючи зілля, яке при контакті зі снігом викликає цвітіння вишні, Чоппер розбитий горем, коли Хірурук занедужує на смертельну хворобу. Після смерті Хірурука лікар Куреха бере його до себе як учня. Коли Солом'яні капелюхи прибувають на острів Драм і забирають із собою Чоппера, Куреха використовує зілля Хірурука, щоб перетворити засніжене небо на квітучу вишню, виконуючи життєву місію Хірурука. Коли Чоппер отримує комплімент, він хвилюється, а іноді кричить на того, хто зробив йому комплімент, щоб той припинив намагатися зробити його щасливим. Постійний жарт у серіалі полягає в тому, що інші персонажі помилково сприймають його як танукі, а він сердито виправляє їх, вказуючи, що він — тонакай («північний олень» японською).

## Створення і задум

### Особистість і характеристики
Історією Чоппера Ода хотів проілюструвати, що не обов'язково мати кровну спорідненість, щоб вважатися сім'єю. Коли шанувальник запитав, якої національності були б члени Піратів Солом'яного капелюха, якби One Piece відбувався в реальному світі, Ода відповів, що Чоппер був би канадцем.
Чоппера спочатку ображають і вважають за монстра. Він дуже наївний і схильний вірити у все, що йому говорять, навіть у кричуще вигадану, перебільшену брехню Усоппа. Чоппер любить, коли йому роблять компліменти, і не вміє приховувати своїх почуттів. Після тайсмкіпу він приймає свій статус, бо хоче бути «монстром для Луффі».

### Здібності
Сила диявольського фрукту Людина-Людина (яп. ヒトヒトの実, Hito Hito no Mi) типу Зоан надає Тоні Тоні Чопперу здатність перетворюватися на три форми: людину (наразі не показана), гібрид людини та оленя або його стандартну форму оленя. На додаток до своїх звичайних перетворень Чоппер розробив препарат, який він називає «Рамбл Болл» (яп. ランブル・ボール, Ranburu Bōru), що має форму круглих жовтих пігулок, який дозволяє йому тимчасово використовувати чотири додаткові перетворення. Хоча первинна дія Рамбл Боллу триває лише три хвилини, Чоппер не може спожити другу пігулку протягом шести годин без негативних наслідків, головним з яких є втрата контролю над своїми перетвореннями протягом трьох хвилин дії другого Рамбл Боллу. Якщо Чоппер поглинає три Рамбл Болли протягом шести годин, він виростає до монструозних розмірів і втрачає будь-який самоконтроль і свідомість. Ця форма, відома як Монстр-Пойнт, надзвичайно потужна, але також має негативний ефект виснаження життєвої сили Чоппера. Після дворічного таймскіпу Чоппер може перетворюватися на шість форм без використання додаткових препаратів і використовувати Рамбл Болл, щоб контролювати свій Монстр-Пойнт. Пізніше за допомогою свого ворога і тимчасового в'язня Цезаря Клоуна Чоппер зміг удосконалити формулу і подовжити дію Рамбл Боллу вдесятеро до тридцяти хвилин за раз, хоча і з новими побічними ефектами, коли Чоппер тимчасово зменшується до форми немовляти, відомої як Бейбі Гізер, розмовляючи застарілою мовою.
Оскільки Чоппер — тварина, яка з'їла фрукт Людини-Людини, він може розмовляти як з іншими тваринами, так і з людьми.

## Появи

### One Piece
Чоппер виріс на зимовому острові Драм, де він був ізгоєм серед північних оленів через свій синій ніс. Він з’їв фрукт Людина-Людина (яп. ヒトヒトの実, Hito Hito no Mi), що дало йому здатність говорити, думати та перетворюватися на людину. Ця здатність ще більше віддалила його від інших північних оленів, і стадо відкинуло його. Він ріс вигнанцем, поки його не взяв до себе фальшивий лікар Хірурук, колишній злодій, який прийняв Чоппера як свого сина і прищепив йому початкову пристрасть до медицини. Після смерті Хірурука Чоппер стає асистентом доктора Курехи і переймає її медичні знання.
Луффі намагається «переконати Чоппера приєднатися до екіпажу корабельним лікарем». Переляканий Чоппер продовжує уникати Луффі, а згодом пояснює, що не може бути частиною екіпажу, бо він монстр. Луффі каже Чопперу заткнутися і піти з ними, незважаючи ні на що, що зворушує Чоппера до сліз, адже він нарешті знайшов справжніх друзів, людей, які його не бояться.
Чоппер є лікарем екіпажу і володіє видатними знаннями медицини та медичних препаратів, а також приготування ліків і мазей зі звичайних фруктів, коренів і овочів, які зустрічаються на більшості островів. Більшу частину цього він навчився під час навчання у доктора Курехи або під час перебування в Королівстві Пташок.
Чоппер має зріст 90 см і важить 20 кг у своїй формі Брейн-Пойнт. Він володіє надзвичайним інтелектом геніального рівня, досягаючи успіху в медицині, хірургії та фармакології. Його сила класифікується як клас А, з атакувальним потенціалом від рівня Великої будівлі до рівня Міського кварталу. Його швидкість варіюється від надзвукової+ до гіперзвукової+, а сила підйому оцінюється від класу 5 до класу M. У бою Чоппер — експертний боєць, який використовує свої здібності трансформації для отримання переваг. Він має дуже підвищену витривалість. Однак його основна слабкість полягає в тому, що він стає знерухомленим, якщо більше половини його тіла занурюється у воду.
Чоппер знайшов справжнє відчуття сім'ї, приєднавшись до Солом'яних капелюхів, де його друзі постійно підбадьорюють його як особистість і як лікаря. Завдяки своїм медичним знанням і чарівній харизмі він лікує травми та хвороби, а також створює антидоти в надзвичайних ситуаціях, що робить його життєво важливим членом команди. Під час арки Панк Газард одним з його найбільших досягнень була розробка антидоту для захисту дітей, над якими експериментував Клоун Цезар.

### Інші медіа
Чоппер з'являвся в інших медіа, окрім манги та її телевізійної аніме-адаптації. Він фігурує в більшості фільмів One Piece, починаючи з фільму 3: Королівство Чоппера на острові дивних тварин, де він є головним героєм. Він також є головним героєм у дев'ятому фільмі, який є переказом сюжетної лінії, під час якої він був представлений.
Чоппер з'являвся в багатьох ліцензованих електронних відеоіграх One Piece, хоча в грі One Piece: Grand Battle він не позначений як член Солом’яних капелюхів і не має альянсу в грі. Хоча, як і решта головних персонажей, він має костюми, які можна розблокувати поза його альтернативними кольорами. У One Piece: Grand Adventure він приєднався до Солом’яних капелюхів. Він також є допоміжним персонажем у Jump Super Stars. У 2006 році він представлений у грі-кросовері між Dragon Ball / One Piece / Naruto під назвою Battle Stadium DON як ігровий персонаж.
Чоппер також є в грі Bokusatsu Tenshi Dokuro-chan, коли Сакура згадує «оленів, які є лікарями» та інші речі з аніме, поки він божеволів у лісі. Він двічі з'являється у Webcomic VG Cats. Чоппер та інші персонажі також з'явилися в Cross Epoch, кросовері між One Piece і Dragon Ball Z.

### Товарна продукція
Протягом багатьох років з Чоппером випускалися різноманітні товари. На його основі були створені різноманітні плюшеві фігурки. Крім того, було багато інших предметів, заснованих на Чоппері, таких як подушки, одяг, рушники, брелоки та годинники.

## Сприйняття

### Думки критиків
Шон Кубільяс із Screen Rant поставив Чоппера на третє місце в першій десятці найчарівніших антропоморфних аніме-тварин, написавши: «Цілком логічно, що манга-бестселер усіх часів і народів мала б мати одного з наймиліших персонажів усіх часів, що вміє розмовляє. Хоча люди його вважають за монстра, а інші олені — вигнанцем, Тоні Тоні Чоппер не став нічим іншим, як доброзичливим і бажаним обличчям для всіх фанатів. Допомагає також те, що навколо нього зосереджено багато мерчу One Piece». У рецензії Кубільяс пише: «Тоні Тоні Чоппер завдяки своєму дизайну вже є досить культовим. Він мав стати маскотом серіалу, і після того, як ми побачили весь мерч One Piece з його обличчям, можна сказати, що він зробив дуже хорошу роботу. Однак сцена, яка його визначає, відбувається в його передісторії. Після трагічної смерті доктора Хірурука Чоппер біжить до кабінету доктора Курехи, розмахуючи піратським прапором Хірурука. Він благає стару жінку навчити його, проголошуючи, що хоче стати лікарем, який може вилікувати будь-яку хворобу».
В іншій статті Кубільяс одноосібно віддав Чопперу два місця у своєму рейтингу десяти найкращих жартів серіалу, зазначивши: «Як частина Тріо Боягузів, Чоппер так само готовий до бою, як і Усопп. На жаль для нього, він не може повністю сховатися... Легко зрозуміти, чому більшість персонажів, які бачать його вперше, схильні думати, що він танукі (або єнотоподібна собака). Хоча Чоппер має певну спорідненість з іншими тваринами, він, безумовно, не любить, коли його неправильно називають, особливо коли його приймають за домашнього улюбленця Солом'яних капелюхів, а не за талановитого лікаря, яким він є насправді».
В огляді IGN, присвяченому манзі, персонаж Чоппера був названий одним з найкращих у серії і зазначено, що він може бути одночасно зворушливим і смішним.
Однак статус Чоппера як маскота викликав критику як з боку фанатів, так і з боку критиків, які вважали його занадто стереотипним і недостатньо розвиненим порівняно з іншими Солом'яними капелюхами. Ділер Крюс писав: «Ще до того, як Пікачу закріпив концепцію чарівного маскота для багатьох манґ та аніме у 90-х роках, цей троп був уже застарілим. Прагнучи заробити на продажі товарів, Ода спростив дизайн Тоні Тоні Чоппера, щоб зробити персонажа схожим на плюшеву іграшку. Хоча Ода не звів Чоппера лише до статусу маскота, надавши персонажу певну роботу в екіпажі, корисність персонажа в історії значно зменшилася. Оскільки його ринкова привабливість зросла, Чоппер тепер часто використовується лише для жартів або милих моментів, замість того, щоб відігравати центральну роль лікаря у важливих сюжетних лініях. Той факт, що його актор озвучення також озвучує і Пікачу, не допомагає ситуації».

### Популярність
Чоппер входив у першу десятку персонажей під час другого-сьомого опитувань популярності. Чоппер був четвертим найпопулярнішим персонажем у другому, третьому та четвертому японських опитуваннях. Він посідав сьоме місце у п'ятому та шостому опитуваннях. У першому всесвітньому опитуванні популярності Чоппер посів шістнадцяте місце серед найулюбленіших персонажів.
Розв'язка вступної арки Чоппера була визнана дев'ятою найзворушливішою сценою One Piece, а Чоппер брав участь у половині з десяти найзворушливіших сцен манги: похорон «Ґоїнґ меррі», слова Робін, що вона хоче жити, від'їзд Солом'яних капелюх, момент порятунку Солом'яних капелюх завдяки «Ґоїнґ меррі» та вищезгадана розв'язка, коли Куреха виконує передсмертне бажання Хірурука, змушуючи острів Драм «розквітнути», наче дерево сакури. Американська акторка Джеймі Лі Кертіс сказала, що Чоппер є її улюбленим персонажем і що вона зацікавлена зіграти Куреху, наставницю Чоппера, в живій адаптації, хоча в кінцевому підсумку вона не змогла взяти участь у зйомках через конфлікти у розкладах.

## Нотатки
- One Piece v16. MangaLife. Архів оригіналу за 19 грудня 2008.